# Juan Manuel Gárate
Pour les articles homonymes, voir Gárate.
Garáte  Cepa est un nom espagnol. Le premier nom de famille, en général paternel, est Garáte ; le second, en général maternel, souvent omis, est Cepa.
Juan Manuel Gárate Cepa (né le 24 avril 1976 à Irun) est un coureur cycliste espagnol, professionnel entre 2000 et 2014. Bon grimpeur, il a notamment été champion d'Espagne en 2005 et a terminé à quatre reprises dans les dix premiers du Tour d'Italie, sa course favorite, dont il a été le meilleur grimpeur et remporté une étape en 2006. Vainqueur d'une étape Tour de France 2009 et du Tour d'Espagne 2001, il a remporté une étape sur les trois grands tours. Il prend sa retraite à l'issue de la saison 2014.

## Biographie

### 2000-2004: Lampre, l'homme duGiro
Juan Manuel Gárate fait ses débuts professionnels en 2000 dans l'équipe Lampre-Daikin. 
Dès l'année suivante, il se révèle être un très bon spécialiste des courses par étapes. Lors du Tour d'Italie, très régulier en montagne, il obtient la vingtième place. En juin, il confirme sur le Tour de Suisse. Au cours de la 5e étape, il accompagne les meilleurs dans l'ascension du Col du Saint-Gothard et, jouant le jeu d'équipe en faveur de Gilberto Simoni, attaque à plusieurs reprises, parvenant à décrocher Lance Armstrong. Il termine cinquième de l'étape, et s'empare de la sixième place du classement général, à 39 secondes de Wladimir Belli. Dans le décisif contre-la-montre en côte de Crans-Montana, il prend la treizième place, terminant septième de ce Tour de Suisse, à 3 minutes et 39 secondes d'Armstrong. En septembre, sur le Tour d'Espagne, il est rapidement distancé pour le classement général, mais en profite pour s'échapper sous une pluie diluvienne dans la 14e étape. Il remporte ainsi à Vinaròs sa première victoire professionnelle face à son compatriote Juan Carlos Domínguez. 
En 2002, Gárate confirme son talent au meilleur niveau. Après avoir remporté une étape du Tour du Trentin, il participe à nouveau au Tour d'Italie, où il est 27e à la veille des étapes escarpées des Apennins, à 1 minute et 42 secondes du deuxième, Yaroslav Popovych. Il termine 10e et 11e des deux principales étapes de ce massif, et progresse à la 12e place à San Giacomo. 8e du contre-la-montre de la 14e étape le lendemain, il prouve qu'il est également un très bon rouleur. Il gagne les places une à une, et se trouve dixième à seulement 2 minutes et 17 secondes à la suite de l'exclusion de Francesco Casagrande, une semaine avant l'arrivée. Dans les Dolomites, il termine quatrième de la difficile étape de Corvara in Badia, accompagnant les favoris, et prend la septième place du classement, à seulement 1 min 28 s. Le lendemain, il termine troisième de la dernière grande étape de montagne, remportée par son coéquipier Pavel Tonkov. Profitant de l'effondrement du leader, Cadel Evans, Gárate prend la quatrième place, juste devant Tonkov. À la veille du contre-la-montre final, Gárate, qui n'a jamais faibli au cours de ce Giro, est encore en position de l'emporter, à 1 minute et 39 secondes de Paolo Savoldelli. Mais, neuvième de l'étape, il ne peut que préserver sa quatrième place, de loin sa meilleure jusqu'alors sur un grand tour. Moins en forme que l'année précédente sur le Tour de Suisse, il remporte tout de même la 7e étape à Vevey grâce au déclassement de son compagnon d'échappée, Gianluca Bortolami, qui l'avait enfermé au cours du sprint. En fin de saison, il participe au Tour d'Espagne, mais abandonne lors de la 15e étape sans avoir pesé sur la course. 
En 2003, Gárate réalise une moins bonne saison. Il est longuement blessé au genou en début de saison, et ne peut participer au Tour d'Italie. Sa participation au Tour d'Espagne est une nouvelle fois peu concluante. 
En 2004, après avoir obtenu une treizième place au Tour du Pays basque et terminé vingtième de Liège-Bastogne-Liège, il retrouve le Tour d'Italie. Connaissant des fortunes diverses dans les étapes de moyenne montagne qui jalonnent la première partie de la course, Gárate est dix-septième à près de 3 minutes de Damiano Cunego à la veille du premier contre-la-montre, qui lui permet de remonter à la quatorzième place. Dans la 16e étape, la première grande étape de montagne, il est à l'attaque dans le Col Furcia, à plus de 50km de l'arrivée, mais est repris, et débourse finalement plus de 3 minutes. 13e du classement général à 6 minutes de Cunego, Gárate a définitivement perdu le Giro. Malgré une très bonne 7e place dans l'étape alpestre de Bormio, à seulement 35s de Cunego, il est à nouveau distancé dans le col du Mortirolo, et termine dixième du classement général final. En fin de saison, il participe à nouveau au Tour d'Espagne, avec un peu plus de réussite qu'auparavant, puisqu'il prend la 23e place, mais sans coup d'éclat. À la fin de la saison, il quitte la Lampre pour l'équipe Saunier Duval-Prodir.

### 2005: Saunier Duval, le champion d'Espagne

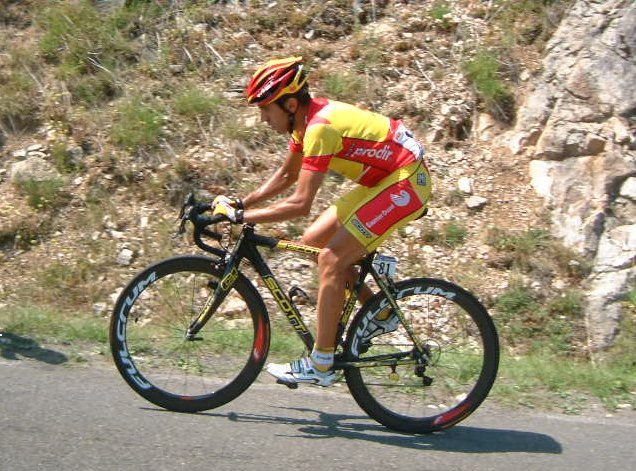
Juan Manuel Gárate au port de Pailhères lors de la 14e étape du Tour de France 2005

Nouvelle équipe, le Saunier Duval-Prodir, mais programme similaire : Gárate court son quatrième Tour d'Italie en 2005, une course qui lui a toujours réussi. D'abord attentif, Gárate semple perdre rapidement toute chance de victoire. Il se fait piéger par des cassures dans les 4e et 7e étapes, prend la 13e place du contre-la-montre à Florence, puis concède à nouveau plus de trois minutes sur les meilleurs à Zoldo Alto. Il est alors douzième du classement à presque 7 minutes, et semble avoir perdu toute chance de gagner le Giro. Néanmoins, le surlendemain, il se joint, avec deux coéquipiers dont Rubén Lobato, à l'échappée matinale de la 13e étape, et est même maillot rose virtuel au cours de l'étape. Cerné par les coureurs de l'équipe Selle Italia, il termine deuxième de l'étape derrière Iván Parra, et reprend plus de trois minutes aux premiers du classement. Il gagne ainsi 7 places et se retrouve cinquième à 2 min 39 s de Paolo Savoldelli, devancé seulement par Savoldelli, Ivan Basso, Danilo Di Luca et Gilberto Simoni. Le lendemain, malgré les efforts consentis, il parvient à suivre ses principaux adversaires et profite de la défaillance de Basso pour gagner encore une place au général. Dans la 17e étape, qui mène au Col de Tende, Gárate offre à nouveau une résistance valeureuse, et prend la sixième place, mais est distancé dans l'ascension par José Rujano, qui le devance désormais au classement. Huitième du contre-la-montre de Turin, il reste cinquième, mais à 13 s seulement du podium à la veille de la dernière étape de montagne. Dans l'ascension vers Sestrières, il accompagne Savoldelli, mais ne peut le distancer, et prend la quatrième place derrière ses trois principaux adversaires, Simoni, Rujano et Di Luca. Gárate termine ainsi cinquième de ce Giro, laissant échapper une deuxième fois le podium. Un mois plus tard, Gárate remporte le titre de Champion d'Espagne sur route, sa quatrième victoire professionnelle. Fort de ce maillot de champion national, qu'il portera deux ans, à la suite de l'annulation du championnat l'année suivante, il participe à son premier Tour de France, mais ne termine que 66e.

### 2006-2008: Quick Step, un palmarès plus diversifié
En 2006, Gárate rejoint l'équipe Quick Step-Innergetic, avec laquelle il participe à son cinquième Tour d'Italie. Au cours de la première étape de moyenne montagne, il est longuement échappé, attaque ses compagnons de route à 20km du but, mais est rejoint avant l'arrivée. Après ces efforts, il concède quatre minutes sur Ivan Basso le lendemain, puis encore plus de trois dans le contre-la-montre de Pontedera. A mi-Giro, Gárate est tout de même 13e du classement général, mais ses performances ne s'améliorent pas dans les Alpes, dont il sort 15e, à presque 20 minutes d'Ivan Basso. Il réalise alors une échappée de plus de 100km dans l'étape la plus difficile de ce Giro, dans les Dolomites. Distançant progressivement tous ses compagnons d'échappée, il l'emporte au col de San Pelegrino devant Jens Voigt, le coéquipier de Basso, qui lui laisse la victoire. Gárate remporte ainsi sa première étape sur le Giro, termine septième du classement général, pour la quatrième fois dans les dix premiers, et remporte surtout le classement de la montagne, non sans avoir été d'un concours précieux pour Paolo Bettini, vainqueur d'une étape et du classement par points. Un mois, plus tard, il termine 71e de son deuxième Tour de France. 
À partir de 2007, Gárate change d'approche. Victime d'une chute sur le Tour de l'Algarve, il ne peut se concentrer sur le Tour d'Italie, et doit s'orienter vers le Tour de France. Il monte en puissance à partir du mois de juin, terminant 16e du Tour de Suisse, puis cinquième du Championnat d'Espagne. À l'aise dans les premières étapes des Alpes, notamment septième au Grand-Bornand, il perd toute chance de bien figurer au classement général en perdant plus de 6 minutes dans la 9e étape, puis 22 nouvelles dans la 14e. Le lendemain, il est longuement dans la bonne échappée avant d'être distancé par Alexandre Vinokourov. Quatrième de l'étape, il remonte progressivement au classement général, et termine vingtième. 

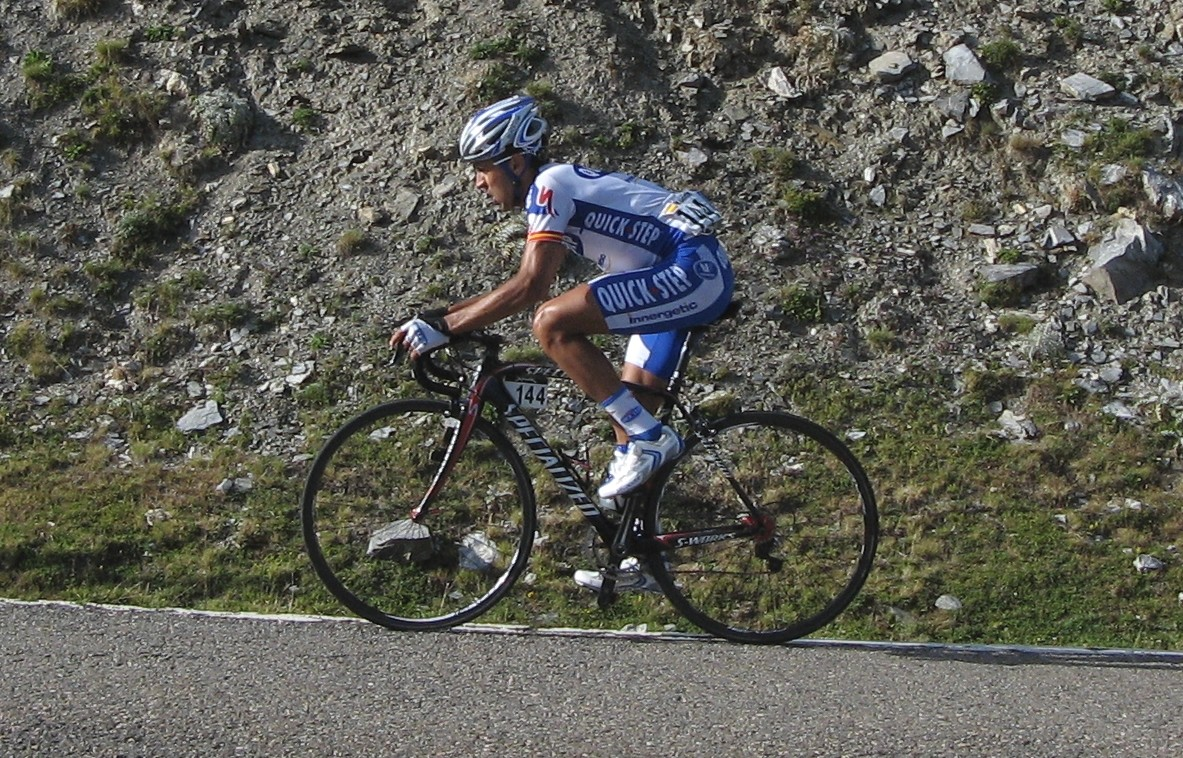
Juan Manuel Gárate au port de la Bonaigua lors de la 8e étape du Tour d'Espagne 2008

Dans la foulée du Tour de France, il s'échappe dans la dernière ascension de la Classique de San Sebastian en compagnie de Leonardo Bertagnolli, et prend la deuxième place derrière son compagnon de route, sa meilleure performance sur une classique. Bertagnolli sera déclassé en 2012, mais Garate n'a pas officiellement récupéré la victoire. Enfin, pour la première fois depuis 3 ans, il participe au Tour d'Espagne, qu'il termine trentième. 
En 2008, Gárate est en forme plus tôt. Après une bonne préparation sur le Tour d'Andalousie, il participe à Paris-Nice. Septième au sommet du mont Serein, il termine sixième de la course. Il s'illustre à nouveau en avril sur le Tour de Romandie où, fort de sa septième place dans la difficile 4e étape, il termine septième du classement général. Après ces bons résultats, il renoue avec le Tour d'Italie, mais ne termine que 37e au classement général ce qui est sa moins bonne performance sur cette course. C'est paradoxalement sur le Tour d'Espagne qu'il s'illustre pour la première fois depuis sa victoire d'étape, en 2001. Après un début de course décevant, il n'est pourtant que 26e à plus de 29 minutes après le passage des Pyrénées et des Asturies. Comme il l'a fait à plusieurs reprises sur le Giro, il s'échappe alors dans la 15e étape, mais ne prend que la troisième place, malgré son attaque à 15km de l'arrivée. Grâce à cette échappée-fleuve, il termine quinzième de la Vuelta.

### 2009-2013: Rabobank / Belkin

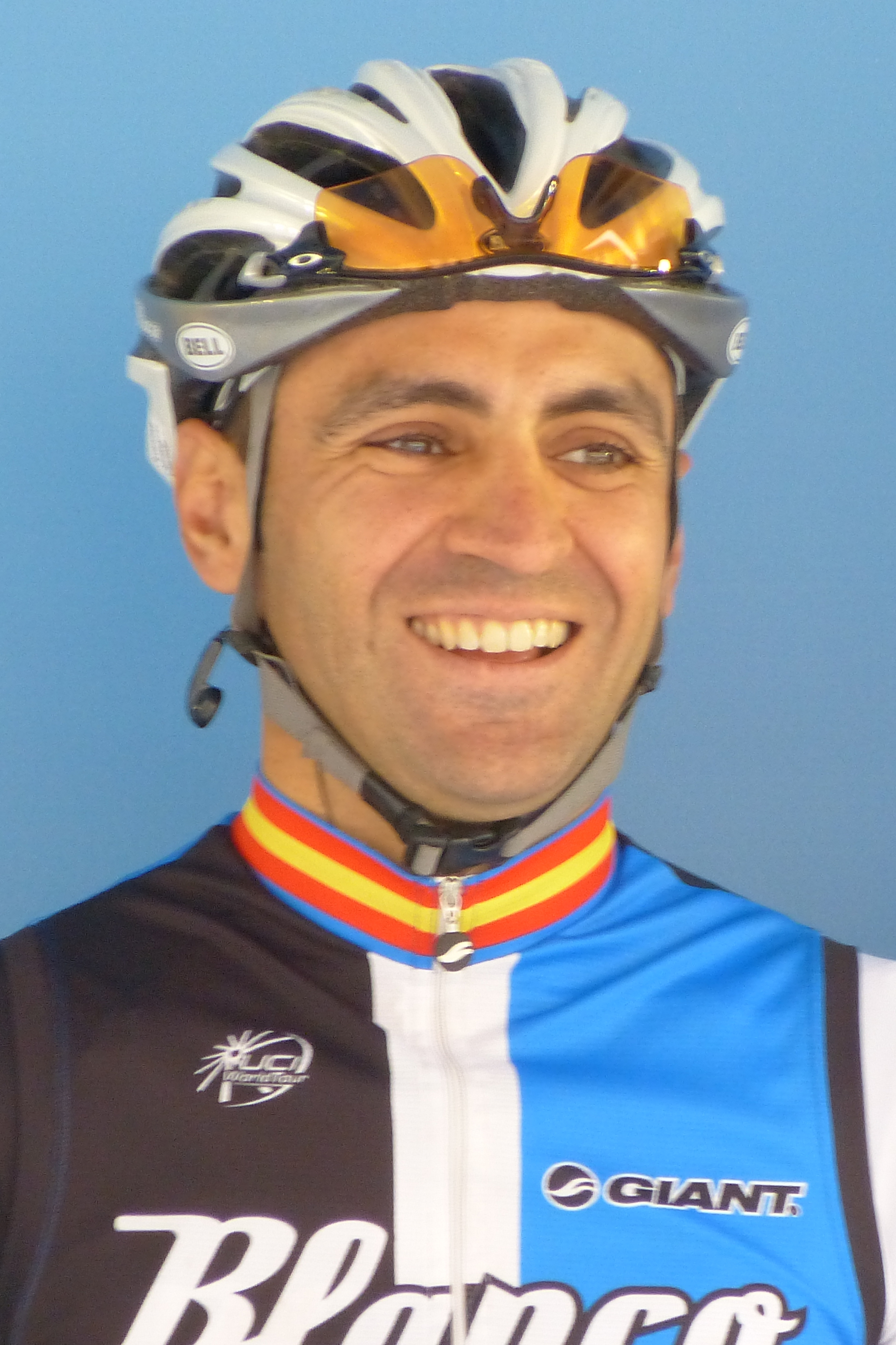
Juan Manuel Gárate lors du Tour du Pays basque 2013

En 2009, Gárate rejoint l'équipe Rabobank. Il s'illustre à nouveau sur Paris-Nice en participant à la bordure initiée par son équipe dans la 3e étape. Deuxième du classement général, il semble alors faire figure de favori, mais s'effondre dans la 6e étape et ne termine que 14e.
Le 25 juillet 2009, il remporte l'étape du Mont Ventoux sur le Tour de France 2009. Il devient alors le premier Espagnol à passer en tête au sommet du mont Ventoux. Grâce à cette victoire, il fait partie des coureurs ayant gagné une étape sur les trois grands tours.
Il reste dans l'équipe (devenue entre-temps Blanco puis Belkin) jusqu'en 2013.

### 2014: saison blanche et fin de carrière
Au cours du Tour d'Espagne 2013, l'équipe Belkin lui propose un contrat qu'il accepte verbalement. Cependant, lors de la réception du contrat, Garate constate que ce n'est pas conforme à ce qu'il a demandé. Il refuse de signer le contrat car il n'est pas d'accord sur tous les points du contrat présenté. D'après le droit du travail néerlandais, il peut bénéficier d'une demi année de salaire pour chaque année passée dans l'équipe, puisque cette dernière n'a pas encore engagée de procédure de licenciement à son encontre. Étant donné qu'il a été sous contrat avec l'équipe pendant cinq ans, il peut réclamer le versement de deux années et demie de salaire. Lorsqu'un contrat n'est pas reconduit, le coureur est censé recevoir un préavis de 3 mois. De ce fait, en début de saison, il n'apparaît pas dans la liste des coureurs de l'équipe enregistrée auprès de l'UCI. 
Pour éviter les problèmes juridiques, l'équipe Belkin l'inscrit officiellement auprès de l'UCI en mai. Il ne court aucune course, mais ses salaires lui sont bien versés, conformément au pré-contrat.
Après une saison 2014 où il n'a pas couru une seule course, il prend sa retraite de coureur professionnel à 38 ans,.

### Reconversion
Après sa carrière de coureur, il devient en 2016, directeur sportif au sein de l'équipe Cannondale.

## Palmarès

### Palmarès amateur
- 1996
  - 2e du Premio Primavera
  - 2e du Tour de la Bidassoa
- 1998
  - Subida a Gorla
  - 2e étape du Tour de la Bidassoa
  - 2e du championnat du Guipuscoa du contre-la-montre espoirs
  - 2e du Trophée Eusebio Vélez
- 1999
  - Subida a Gorla
  - 3e étape du Tour d'Ávila
  - Xanisteban Saria
  - 4e étape du Tour de Palencia
  - 2e du Tour d'Ávila
  - 2e de la Subida a Altzo

### Palmarès professionnel
- 2001
  - 14e étape du Tour d'Espagne
  - 7e du Tour de Suisse
- 2002
  - 3e étape du Tour du Trentin
  - 7e étape du Tour de Suisse
  - 4e du Tour d'Italie
- 2004
  - 10e du Tour d'Italie
- 2005
  -  Champion d'Espagne sur route
  - 5e du Tour d'Italie
- 2006
  - Tour d'Italie :

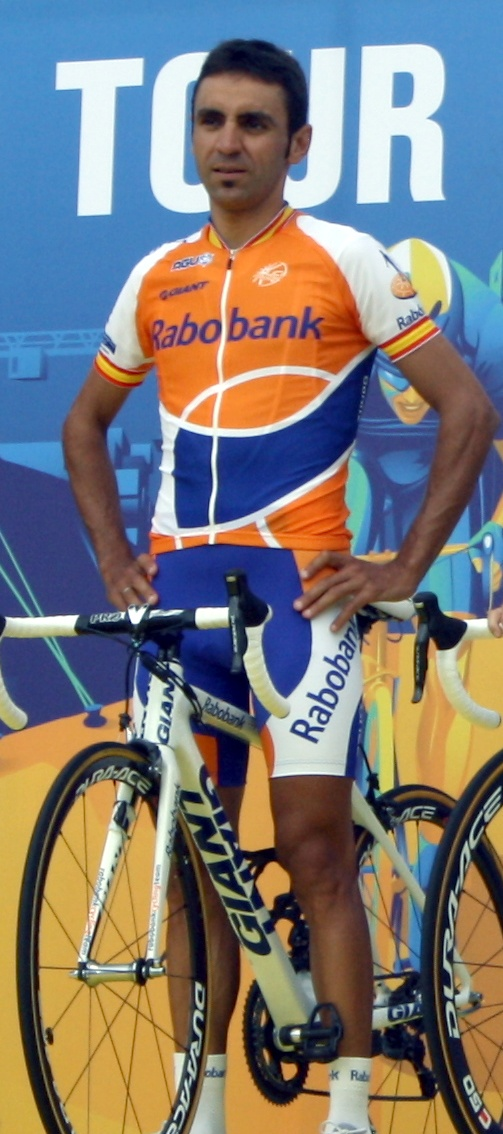
Gárate lors de la présentation du Tour de France 2010

    -  Classement de la montagne
    - 19e étape

  - 7e du Tour d'Italie
- 2007
  - 2e de la Classique de Saint-Sébastien
- 2008
  - 6e de Paris-Nice
  - 7e du Tour de Romandie
- 2009
  - 20e étape du Tour de France

### Résultats sur les grands tours

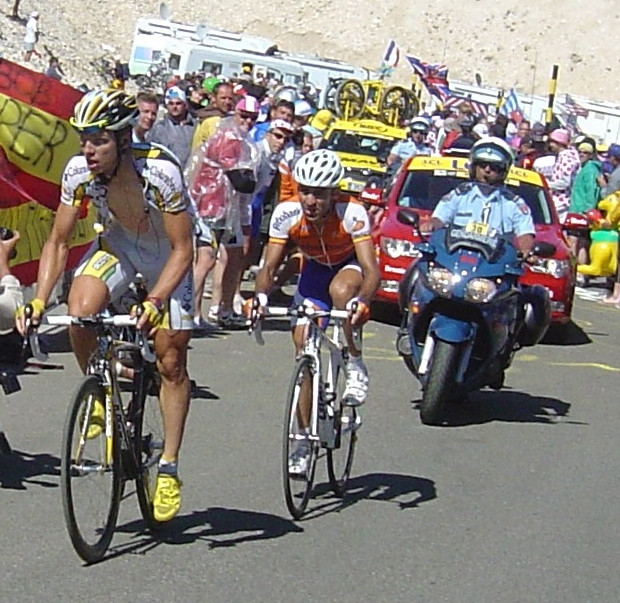
Tony Martin et Juan Manuel Gárate échappés lors de la du Tour de France 2009 au Mont Ventoux, qu'il remportera.

#### Tour de France
6 participations
- 2005 : 66e
- 2006 : 72e
- 2007 : 21e
- 2009 : 62e, vainqueur de la 20e étape
- 2010 : 35e
- 2011 : non-partant (9e étape)

#### Tour d'Italie
8 participations
- 2001 : 20e
- 2002 : 4e
- 2004 : 10e
- 2005 : 5e
- 2006 : 7e,  vainqueur du classement de la montagne, vainqueur de la 19e étape
- 2008 : 37e
- 2012 : 59e
- 2013 : 31e

#### Tour d'Espagne
12 participations
- 2000 : 62e
- 2001 : 37e, vainqueur de la 14e étape
- 2002 : non-partant (15e étape)
- 2003 : 69e
- 2004 : 23e
- 2007 : 30e
- 2008 : 15e
- 2009 : 38e
- 2010 : 46e
- 2011 : 66e
- 2012 : 42e
- 2013 : 71e

### Classements mondiaux
| Année                  | 2005 | 2006 | 2007 | 2008 | 2009 | 2010 |
| ---------------------- | ---- | ---- | ---- | ---- | ---- | ---- |
| Classement ProTour     | 53e  | 68e  | 70e  | 65e  |      |      |
| Calendrier mondial UCI |      |      |      |      | 124e | 192e |